# Karel van der Hucht
Dr. Karel Albertus van der Hucht (Nuth, 16 januari 1946) is een Nederlands astronoom.

## Astronoom
Van der Hucht, zoon van leraar Jan van der Hucht (1905) en Jannigje Verhoek (1913), studeerde (1964-1972) en promoveerde (1978) aan de Universiteit Utrecht, en bekleedde een postdoc positie aan het Joint Institute for Laboratory Astrophysics in Boulder, Colorado, USA (1978-1979). Vanaf 1972 was hij in dienst van het Utrechtse Laboratorium voor Ruimteonderzoek, destijds onder de Commissie voor Geofysica en Ruimteonderzoek van de KNAW, vanaf 1983 Stichting Ruimte Onderzoek Nederland (SRON) geheten, als senior scientist. Naast zijn sterrenkundig onderzoek in het ultraviolet (TD-1/S59, BUSS, IUE), het infrarood (ESO, UKIRT, ISO-SWS), het sub-mm gebied (SEST, JCMT, Herschel-HIFI), het radiogebied (WSRT, Merlin, VLA) en bij X-ray golflengten (Exosat, XMM-Newton), en zijn ruim 330 wetenschappelijke publicaties over multispectrale astronomische waarnemingen van hete oude zware sterren, veelal in internationale samenwerking, heeft hij een groot aantal internationale congressen voor ruimteonderzoek en sterrenkunde georganiseerd, waaronder vier IAU (International Astronomical Union) Symposia.
Van augustus 2003 tot augustus 2006 was Van der Hucht Assistant General Secretary van de IAU. Op 31 augustus 2006 werd Van der Hucht benoemd tot General Secretary van de IAU  tijdens de XXVIste Algemene Vergadering van de IAU. Dit was de vierde keer dat deze taak aan een Nederlandse astronoom te beurt viel, na Jan Hendrik Oort (1935-1940, 1946-1948), P.Th. Oosterhoff (1951-1958) en C. de Jager (1967-1973). Nederlandse presidenten van de IAU waren Jan Hendrik Oort (1958-1961), A. Blaauw (1976-1979) en L. Woltjer (1994-1997).
Per 21 januari 2011 is Van der Hucht met pensioen.
Van der Hucht werd op vrijdag 26 april 2013 in Doorn benoemd tot Officier in de Orde van Oranje-Nassau.

## Stichting Indisch Thee- en Familie archief Van der Hucht c.s.

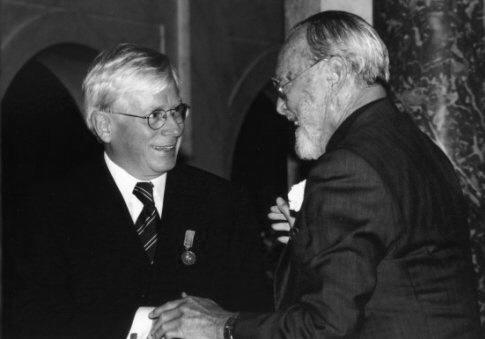
K.A.van der Hucht ontvangt van Prins Bernhard de Zilveren Anjer (20 juni 2003)

Samen met verwanten heeft Karel van der Hucht in 1983 de Stichting Indisch Thee- en Familie archief Van der Hucht c.s. opgericht. Dit archief, waaraan hij sinds de jaren zeventig heeft gewerkt, beslaat inmiddels veertien strekkende meter. De archiefstukken betreffen een groep Nederlands-Indische families en hun theeondernemingen, thans bekend als de Heren van de Thee, naar het boek van Hella S. Haasse. Ook heeft Van der Hucht een beeldarchief van ongeveer twaalfhonderd foto's en tientallen films bijeengebracht. Het complete archief beslaat de periode 1800-1950. Van der Hucht is behulpzaam geweest bij publicaties van o.a. Rob Nieuwenhuys, Hella S. Haasse, Tom van den Berge, Norbert van den Berg en Rob Visser.
Prins Bernhard, toenmalig regent van het Prins Bernhard Cultuurfonds, reikte op vrijdag 20 juni 2003 in het Koninklijk Paleis op de Dam een Zilveren Anjer aan Van der Hucht uit. De onderscheiding wordt sinds 1950 jaarlijks toegekend aan maximaal vijf personen die zich vrijwillig en onbetaald hebben ingezet voor de cultuur of het natuurbehoud in Nederland, de Nederlandse Antillen en Aruba.
Op 8 juni 2006 is een start gemaakt met de overdracht van het archief van de Stichting Indisch Thee- en Familiearchief van der Hucht c.s. aan het Nationaal Archief.

## Vernoemd
- De planetoïde 10966 (3308 T-1), ontdekt op 26 maart 1971 door Cornelis J. van Houten en Ingrid van Houten-Groeneveld op Palomar Schmidt platen opgenomen door Tom Gehrels, is naar Van der Hucht genoemd.